# Walter Weiß (General)

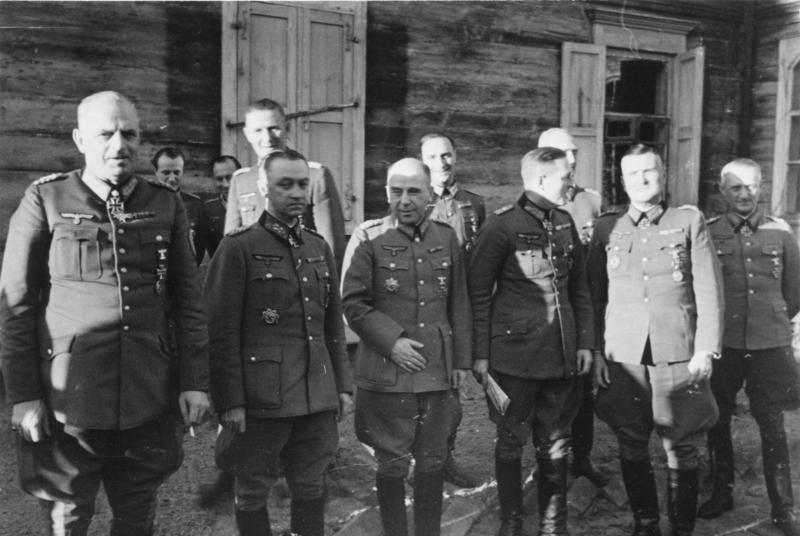
Walter Weiß (2.v.l.) mit anderen Offizieren, Sowjetunion, Mai 1944

Walter Weiß (* 5. September 1890 in Tilsit; † 21. Dezember 1967 in Aschaffenburg) war ein deutscher Generaloberst der Wehrmacht im Zweiten Weltkrieg.

## Leben

### Familie
Walter Weiß entstammt einer zu Ende des 18. Jahrhunderts nach Ostpreußen eingewanderten Landwirts- und Offiziersfamilie. Er war der Sohn des Rittmeisters Richard Weiß und dessen Ehefrau Anna, geborene Reisch. Weiß war seit 1918 verheiratet mit Elisabeth Heyn. Er hatte zwei Söhne. Helmut, 1920 geboren, starb als Kind an Unfallfolgen. Der 1922 geborene Walter fiel am 24. Juni 1941, dem dritten Tag des Unternehmens Barbarossa, beim Infanterie-Regiment 1 als Leutnant.

### Militärkarriere
Von 1897 bis 1901 besuchte Walter Weiß eine Privatschule in Rosenberg. Anschließend absolvierte er das Kadettenkorps und wurde 1908 als Fähnrich dem Infanterie-Regiment „Freiherr Hiller von Gaertringen“ (4. Posensches) Nr. 59 der Preußischen Armee in Deutsch-Eylau überwiesen. Nach dem Besuch der Kriegsschule Potsdam erfolgte 1909 seine Beförderung zum Leutnant. Ab 1914 war Weiß mit seinem Regiment als Adjutant im III. Bataillon im Einsatz im Ersten Weltkrieg. Er nahm an der Schlacht bei Tannenberg teil und wurde verwundet. Im Krieg wurde er als Truppenführer und in Stabsstellungen auf den verschiedensten Kriegsschauplätzen der Ostfront in Polen, Galizien, Russland und Südosteuropa eingesetzt. Am 24. Juli 1915 erfolgte die Beförderung zum Oberleutnant und am 15. Juli 1918 zum Hauptmann. Für sein Wirken während des Krieges wurde Weiß mit beiden Klassen des Eisernen Kreuzes, dem Österreichischen Militärverdienstkreuz III. Klasse mit Kriegsdekoration, dem Eisernen Halbmond sowie dem Offizierskreuz des Bulgarischen Militärverdienstordens mit Schwertern ausgezeichnet.
Nach Kriegsende war er im Grenzschutz Ost tätig und wurde 1919 in die Reichswehr der Weimarer Republik übernommen. Zunächst war er in Berlin im Reichswehrministerium eingesetzt. Weiß fungierte von 1919 bis 1921 als Mitglied der deutsch-polnischen Grenzfestsetzungskommission in Westpreußen und Ostpreußen. Danach wechselte er als Kompaniechef des 11. Bataillons zum 2. Infanterieregiment nach Rastenburg. Ab 1922 leitete er die Abwehrstelle des Wehrkreises I in Königsberg. Die Anleitung und der Informationsaustausch erfolgte über die im Reichswehrministerium in Berlin angesiedelte Abwehrgruppe, die aus Verschleierungsgründen als Statistische Abteilung T3 des Truppenamtes TA geführt wurde. Leiter der Abwehrgruppe war hier seit 1921 Oberstleutnant Friedrich Gempp (1871–1947). Die Aufgabe dieser Abteilung bestand in der geheimdienstlichen Aufklärung des zukünftigen Gegners und seines Territoriums, dem Schutz deutscher Militäreinrichtungen sowie der Militärwirtschaft vor Spionageaktivitäten und der Überwachung des Post-, Telegramm und Funkverkehrs über die Grenzen Deutschlands im betreffenden Einsatzterritorium.
Im Frühjahr 1924 wechselte Weiß zum Generalstab der 1. Division, später als Kompaniechef nach Oppeln, Breslau, Münster und Berlin. Am 1. Juni 1931 erfolgte die Beförderung zum Major. Ab 1933 war er Stabsoffizier (Ia) beim Infanterieführer II in Schwerin. Am 1. September 1934 wurde er Oberstleutnant und am 1. März 1937 Oberst. Vom Mai 1938 bis Juli 1939 war er Kommandeur des Infanterie-Regiments 1. Ab dem 1. September 1939 war er Chef des Generalstabes des I. Armeekorps und wurde am selben Tage zum Generalmajor befördert. Ab 15. Dezember 1940 war er Kommandeur der 97. leichten Division, ab 15. Januar 1941 wurde er Kommandeur der 26. Infanterie-Division und ab 1. Juli 1942 war er Kommandierender General des XXVII. Armeekorps. Am 1. August 1942 wurde er zum Generalleutnant befördert und schon am 1. September 1942 General der Infanterie. Vom 4. Februar 1943 bis 9. März 1945 war er Oberbefehlshaber der 2. Armee. In dieser Stellung wurde Weiß am 30. Januar 1944 zum Generaloberst befördert. Vom 12. März bis 5. April 1945 war er Oberbefehlshaber der Heeresgruppe Nord. Wegen einer Auseinandersetzung mit Adolf Hitler wurde er in die Führerreserve des Oberkommandos des Heeres versetzt. Er geriet Anfang Mai 1945 in US-amerikanische Kriegsgefangenschaft. Nach Gefangenschaft (u. a. in den Lagern Neu-Ulm und Dachau) wurde er im März 1948 entlassen. Noch 1948 wurde er von der Spruchkammer Neustadt bei der Entnazifizierung als „nicht belastet“ eingestuft.

## Beurteilungen
In seinen Beurteilungen durch Vorgesetzte als Divisionskommandeur, Kommandierender General und Armeeführer wurde er als überdurchschnittlich beurteilt. Ihm wurden Ruhe, Umsicht und Tatkraft zugeschrieben. Bei der Truppe hatte er den Spitznamen „Vater Weiß“.

## Auszeichnungen
- Ritterkreuz des Eisernen Kreuzes mit Eichenlaub[3]
  - Ritterkreuz am 12. September 1941
  - Eichenlaub am 5. November 1944 (646. Verleihung)
- Deutsches Kreuz in Gold am 19. Februar 1943[3]

Er wurde im Wehrmachtbericht am 6. April 1944 und 2. November 1944 namentlich genannt.